# Collegio elettorale di Noto (Regno d'Italia)
Il collegio elettorale di Noto è stato un collegio elettorale uninominale del Regno d'Italia per l'elezione della Camera dei deputati.

## Storia
Il collegio uninominale venne istituito, insieme ad altri 442, tramite regio decreto 17 dicembre 1860, n. 4513.
Fu soppresso nel 1882 in seguito alla riforma che stabilì complessivamente 135 collegi elettorali.
Venne poi ricostituito come collegio uninominale tramite regio decreto 14 giugno 1891, n. 280, in seguito alla riforma che stabilì complessivamente 508 collegi elettorali.
Fu soppresso nel 1919 in seguito alla riforma che definì 54 collegi elettorali.
| Legislature           | VIII | IX   | X    | XI   | XII  | XIII | XIV  | XV   | XVI  | XVII | XVIII | XIX  | XX   | XXI  | XXII | XXIII | XXIV | XXV  | XXVI | XXVII | XXVIII | XXIX | XXX  |
| --------------------- | ---- | ---- | ---- | ---- | ---- | ---- | ---- | ---- | ---- | ---- | ----- | ---- | ---- | ---- | ---- | ----- | ---- | ---- | ---- | ----- | ------ | ---- | ---- |
| Elezioni              | 1861 | 1865 | 1867 | 1870 | 1874 | 1876 | 1880 | 1882 | 1886 | 1890 | 1892  | 1895 | 1897 | 1900 | 1904 | 1909  | 1913 | 1919 | 1921 | 1924  | 1929   | 1934 | 1939 |
| Deputati nel collegio | 1    | 1    | 1    | 1    | 1    | 1    | 1    |      |      |      | 1     | 1    | 1    | 1    | 1    | 1     | 1    |      |      |       |        |      |      |
|                       |      |      |      |      |      |      |      |      |      |      |       |      |      |      |      |       |      |      |      |       |        |      |      |
| Totale eletti         | 443  | 493  | 493  | 508  | 508  | 508  | 508  | 508  | 508  | 508  | 508   | 508  | 508  | 508  | 508  | 508   | 508  | 508  | 535  | 535   | 400    | 400  |      |
| Numero collegi        | 443  | 493  | 493  | 508  | 508  | 508  | 508  | 135  | 135  | 135  | 508   | 508  | 508  | 508  | 508  | 508   | 508  | 54   | 40   | 15    | 1      | 1    |      |

## Dati elettorali
Nel collegio si svolsero elezioni per quattordici legislature.

### VIII legislatura
Le votazioni si svolsero in 443 collegi uninominali a doppio turno. Come previsto dalla legge elettorale del 17 dicembre 1860, era eletto al primo turno il candidato che «riunisce in suo favore più del terzo dei voti del total numero dei membri componenti il collegio e più della metà dei suffragi dati dai votanti presenti all'adunanza» (art. 91). Se nessun candidato era eletto, al ballottaggio tra i due candidati con più voti era eletto chi otteneva il maggior numero di voti (art. 92) o, in caso di ugual numero di voti, il maggiore d'età (art. 93).
| Partito                            | Partito                            | Candidato                          | Risultati 27 gennaio 1861 | Risultati 27 gennaio 1861 |
| Partito                            | Partito                            | Candidato                          | Voti                      | %                         |
| ---------------------------------- | ---------------------------------- | ---------------------------------- | ------------------------- | ------------------------- |
|                                    | —                                  | Matteo Raeli                       | 693                       | 90,47                     |
|                                    | —                                  | Giacinto Scelsi                    | 73                        | 9,53                      |
|                                    |                                    |                                    |                           |                           |
| Iscritti                           | Iscritti                           | Iscritti                           | 919                       | 100,00                    |
| ↳ Votanti (% su iscritti)          | ↳ Votanti (% su iscritti)          | ↳ Votanti (% su iscritti)          | 770                       | 83,79                     |
| ↳ Voti validi (% su votanti)       | ↳ Voti validi (% su votanti)       | ↳ Voti validi (% su votanti)       | 766                       | 99,48                     |
| ↳ Schede non valide (% su votanti) | ↳ Schede non valide (% su votanti) | ↳ Schede non valide (% su votanti) | 4                         | 0,52                      |
| ↳ Astenuti (% su iscritti)         | ↳ Astenuti (% su iscritti)         | ↳ Astenuti (% su iscritti)         | 149                       | 16,21                     |

L'onorevole Raeli cessò di essere deputato perché il 28 settembre 1863 fu nominato  reggente procuratore generale d'appello e fu indetta un'elezione suppletiva per l'8 novembre 1863.
| Partito                            | Partito                            | Candidato                          | Risultati 8 novembre 1863 | Risultati 8 novembre 1863 |
| Partito                            | Partito                            | Candidato                          | Voti                      | %                         |
| ---------------------------------- | ---------------------------------- | ---------------------------------- | ------------------------- | ------------------------- |
|                                    | —                                  | Vincenzo Trigona di Caricarao      | 428                       | 87,70                     |
|                                    | —                                  | Giuseppe Migneco                   | 60                        | 12,30                     |
|                                    |                                    |                                    |                           |                           |
| Iscritti                           | Iscritti                           | Iscritti                           | 664                       | 100,00                    |
| ↳ Votanti (% su iscritti)          | ↳ Votanti (% su iscritti)          | ↳ Votanti (% su iscritti)          | 495                       | 74,55                     |
| ↳ Voti validi (% su votanti)       | ↳ Voti validi (% su votanti)       | ↳ Voti validi (% su votanti)       | 488                       | 98,59                     |
| ↳ Schede non valide (% su votanti) | ↳ Schede non valide (% su votanti) | ↳ Schede non valide (% su votanti) | 7                         | 1,41                      |
| ↳ Astenuti (% su iscritti)         | ↳ Astenuti (% su iscritti)         | ↳ Astenuti (% su iscritti)         | 169                       | 25,45                     |

### IX legislatura
Le votazioni si svolsero in 493 collegi uninominali a doppio turno con la stessa normativa precedente (al primo turno un numero di voti maggiore di un terzo degli iscritti al voto).
| Partito                            | Partito                            | Candidato                          | Risultati 22 ottobre 1865 | Risultati 22 ottobre 1865 |
| Partito                            | Partito                            | Candidato                          | Voti                      | %                         |
| ---------------------------------- | ---------------------------------- | ---------------------------------- | ------------------------- | ------------------------- |
|                                    | —                                  | Vincenzo Trigona di Caricarao      | 458                       | 73,52                     |
|                                    | —                                  | Marcello Filippo Lo Presti         | 165                       | 26,48                     |
|                                    |                                    |                                    |                           |                           |
| Iscritti                           | Iscritti                           | Iscritti                           | 859                       | 100,00                    |
| ↳ Votanti (% su iscritti)          | ↳ Votanti (% su iscritti)          | ↳ Votanti (% su iscritti)          | 637                       | 74,16                     |
| ↳ Voti validi (% su votanti)       | ↳ Voti validi (% su votanti)       | ↳ Voti validi (% su votanti)       | 623                       | 97,80                     |
| ↳ Schede non valide (% su votanti) | ↳ Schede non valide (% su votanti) | ↳ Schede non valide (% su votanti) | 14                        | 2,20                      |
| ↳ Astenuti (% su iscritti)         | ↳ Astenuti (% su iscritti)         | ↳ Astenuti (% su iscritti)         | 222                       | 25,84                     |

### X legislatura
Le votazioni si svolsero in 493 collegi uninominali a doppio turno con la stessa normativa precedente (al primo turno un numero di voti maggiore di un terzo degli iscritti al voto).
| Partito                            | Partito                            | Candidato                          | Primo turno 10 marzo 1867 | Primo turno 10 marzo 1867 | Ballottaggio 17 marzo 1867 | Ballottaggio 17 marzo 1867 |
| Partito                            | Partito                            | Candidato                          | Voti                      | %                         | Voti                       | %                          |
| ---------------------------------- | ---------------------------------- | ---------------------------------- | ------------------------- | ------------------------- | -------------------------- | -------------------------- |
|                                    | —                                  | Vincenzo Trigona di Caricarao      | 250                       | 40,58                     | 401                        | 59,50                      |
|                                    | —                                  | Corradino Genovesi                 | 169                       | 27,44                     | 273                        | 40,50                      |
|                                    | —                                  | Giuseppe Mazzini                   | 100                       | 16,23                     |                            |                            |
|                                    | —                                  | Corrado Sirago                     | 97                        | 15,75                     |                            |                            |
|                                    |                                    |                                    |                           |                           |                            |                            |
| Iscritti                           | Iscritti                           | Iscritti                           | 867                       | 100,00                    | 867                        | 100,00                     |
| ↳ Votanti (% su iscritti)          | ↳ Votanti (% su iscritti)          | ↳ Votanti (% su iscritti)          | 641                       | 73,93                     | 683                        | 78,78                      |
| ↳ Voti validi (% su votanti)       | ↳ Voti validi (% su votanti)       | ↳ Voti validi (% su votanti)       | 616                       | 96,10                     | 674                        | 98,68                      |
| ↳ Schede non valide (% su votanti) | ↳ Schede non valide (% su votanti) | ↳ Schede non valide (% su votanti) | 25                        | 3,90                      | 9                          | 1,32                       |
| ↳ Astenuti (% su iscritti)         | ↳ Astenuti (% su iscritti)         | ↳ Astenuti (% su iscritti)         | 226                       | 26,07                     | 184                        | 21,22                      |

### XI legislatura
Le votazioni si svolsero in 508 collegi uninominali a doppio turno con la normativa del 1860 (al primo turno un numero di voti maggiore di un terzo degli iscritti al voto).
| Partito                            | Partito                            | Candidato                          | Risultati 20 novembre 1870 | Risultati 20 novembre 1870 |
| Partito                            | Partito                            | Candidato                          | Voti                       | %                          |
| ---------------------------------- | ---------------------------------- | ---------------------------------- | -------------------------- | -------------------------- |
|                                    | —                                  | Matteo Raeli                       | 593                        | 93,68                      |
|                                    | —                                  | Giuseppe Mazzini                   | 40                         | 6,32                       |
|                                    |                                    |                                    |                            |                            |
| Iscritti                           | Iscritti                           | Iscritti                           | 939                        | 100,00                     |
| ↳ Votanti (% su iscritti)          | ↳ Votanti (% su iscritti)          | ↳ Votanti (% su iscritti)          | 640                        | 68,16                      |
| ↳ Voti validi (% su votanti)       | ↳ Voti validi (% su votanti)       | ↳ Voti validi (% su votanti)       | 633                        | 98,91                      |
| ↳ Schede non valide (% su votanti) | ↳ Schede non valide (% su votanti) | ↳ Schede non valide (% su votanti) | 7                          | 1,09                       |
| ↳ Astenuti (% su iscritti)         | ↳ Astenuti (% su iscritti)         | ↳ Astenuti (% su iscritti)         | 299                        | 31,84                      |

### XII legislatura
Le votazioni si svolsero in 508 collegi uninominali a doppio turno con la normativa del 1860 (al primo turno un numero di voti maggiore di un terzo degli iscritti al voto).
| Partito                            | Partito                            | Candidato                          | Risultati 8 novembre 1874 | Risultati 8 novembre 1874 |
| Partito                            | Partito                            | Candidato                          | Voti                      | %                         |
| ---------------------------------- | ---------------------------------- | ---------------------------------- | ------------------------- | ------------------------- |
|                                    | —                                  | Giuseppe Carnazza Puglisi          | 382                       | 59,97                     |
|                                    | —                                  | Matteo Raeli                       | 255                       | 40,03                     |
|                                    |                                    |                                    |                           |                           |
| Iscritti                           | Iscritti                           | Iscritti                           | 835                       | 100,00                    |
| ↳ Votanti (% su iscritti)          | ↳ Votanti (% su iscritti)          | ↳ Votanti (% su iscritti)          | 668                       | 80,00                     |
| ↳ Voti validi (% su votanti)       | ↳ Voti validi (% su votanti)       | ↳ Voti validi (% su votanti)       | 637                       | 95,36                     |
| ↳ Schede non valide (% su votanti) | ↳ Schede non valide (% su votanti) | ↳ Schede non valide (% su votanti) | 31                        | 4,64                      |
| ↳ Astenuti (% su iscritti)         | ↳ Astenuti (% su iscritti)         | ↳ Astenuti (% su iscritti)         | 167                       | 20,00                     |

### XIII legislatura
Le votazioni si svolsero in 508 collegi uninominali a doppio turno con la normativa del 1860 (al primo turno un numero di voti maggiore di un terzo degli iscritti al voto).
| Partito                            | Partito                            | Candidato                          | Risultati 5 novembre 1876 | Risultati 5 novembre 1876 |
| Partito                            | Partito                            | Candidato                          | Voti                      | %                         |
| ---------------------------------- | ---------------------------------- | ---------------------------------- | ------------------------- | ------------------------- |
|                                    | —                                  | Giuseppe Carnazza Puglisi          | 590                       | 95,32                     |
|                                    | —                                  | Corrado Bonfanti                   | 29                        | 4,68                      |
|                                    |                                    |                                    |                           |                           |
| Iscritti                           | Iscritti                           | Iscritti                           | 812                       | 100,00                    |
| ↳ Votanti (% su iscritti)          | ↳ Votanti (% su iscritti)          | ↳ Votanti (% su iscritti)          | 645                       | 79,43                     |
| ↳ Voti validi (% su votanti)       | ↳ Voti validi (% su votanti)       | ↳ Voti validi (% su votanti)       | 619                       | 95,97                     |
| ↳ Schede non valide (% su votanti) | ↳ Schede non valide (% su votanti) | ↳ Schede non valide (% su votanti) | 26                        | 4,03                      |
| ↳ Astenuti (% su iscritti)         | ↳ Astenuti (% su iscritti)         | ↳ Astenuti (% su iscritti)         | 167                       | 20,57                     |

### XIV legislatura
Le votazioni si svolsero in 508 collegi uninominali a doppio turno con la normativa del 1860 (al primo turno un numero di voti maggiore di un terzo degli iscritti al voto).
| Partito                            | Partito                            | Candidato                          | Risultati 16 maggio 1880 | Risultati 16 maggio 1880 |
| Partito                            | Partito                            | Candidato                          | Voti                     | %                        |
| ---------------------------------- | ---------------------------------- | ---------------------------------- | ------------------------ | ------------------------ |
|                                    | —                                  | Ottavio Di Villadorata             | 721                      | 98,77                    |
|                                    | —                                  | Giuseppe Carnazza Puglisi          | 9                        | 1,23                     |
|                                    |                                    |                                    |                          |                          |
| Iscritti                           | Iscritti                           | Iscritti                           | 1 016                    | 100,00                   |
| ↳ Votanti (% su iscritti)          | ↳ Votanti (% su iscritti)          | ↳ Votanti (% su iscritti)          | 738                      | 72,64                    |
| ↳ Voti validi (% su votanti)       | ↳ Voti validi (% su votanti)       | ↳ Voti validi (% su votanti)       | 730                      | 98,92                    |
| ↳ Schede non valide (% su votanti) | ↳ Schede non valide (% su votanti) | ↳ Schede non valide (% su votanti) | 8                        | 1,08                     |
| ↳ Astenuti (% su iscritti)         | ↳ Astenuti (% su iscritti)         | ↳ Astenuti (% su iscritti)         | 278                      | 27,36                    |

### XVIII legislatura
Le votazioni si svolsero in 508 collegi uninominali a doppio turno. Come previsto dalla legge elettorale politica del 28 giugno 1892, era eletto al primo turno il candidato che «ha ottenuto un numero di voti maggiore del sesto del numero totale degli elettori iscritti nella lista del collegio e più della metà dei suffragi dati dai votanti» escludendo le schede nulle (art. 74). Se nessun candidato era eletto, al ballottaggio tra i due candidati con più voti (art. 75) era eletto chi otteneva il maggior numero di voti oppure, in caso di ugual numero di voti, il maggiore d'età (art. 77).
| Partito                            | Partito                            | Candidato                          | Risultati 6 novembre 1892 | Risultati 6 novembre 1892 |
| Partito                            | Partito                            | Candidato                          | Voti                      | %                         |
| ---------------------------------- | ---------------------------------- | ---------------------------------- | ------------------------- | ------------------------- |
|                                    | —                                  | Corrado Sofia                      | 2 525                     | 46,30                     |
|                                    | —                                  | Gaetano D'Agata                    | 1 945                     | 35,67                     |
|                                    | —                                  | Pietro Bruno                       | 983                       | 18,03                     |
|                                    |                                    |                                    |                           |                           |
| Iscritti                           | Iscritti                           | Iscritti                           | 5 829                     | 100,00                    |
| ↳ Votanti (% su iscritti)          | ↳ Votanti (% su iscritti)          | ↳ Votanti (% su iscritti)          | 5 474                     | 93,91                     |
| ↳ Voti validi (% su votanti)       | ↳ Voti validi (% su votanti)       | ↳ Voti validi (% su votanti)       | 5 453                     | 99,62                     |
| ↳ Schede non valide (% su votanti) | ↳ Schede non valide (% su votanti) | ↳ Schede non valide (% su votanti) | 21                        | 0,38                      |
| ↳ Astenuti (% su iscritti)         | ↳ Astenuti (% su iscritti)         | ↳ Astenuti (% su iscritti)         | 355                       | 6,09                      |

Non vi fu proclamazione per la mancanza dei due terzi dei presidenti delle sezioni. La Camera deliberò il ballottaggio fra i signori Sofia e D'Agata il 2 dicembre 1892. La data fu poi fissata per il 1° gennaio 1893
| Partito                            | Partito                            | Candidato                          | Risultati 1° gennaio 1893 | Risultati 1° gennaio 1893 |
| Partito                            | Partito                            | Candidato                          | Voti                      | %                         |
| ---------------------------------- | ---------------------------------- | ---------------------------------- | ------------------------- | ------------------------- |
|                                    | —                                  | Gaetano D'Agata                    | 2 055                     | 48,33                     |
|                                    | —                                  | Corrado Sofia                      | 2 197                     | 51,67                     |
|                                    |                                    |                                    |                           |                           |
| Iscritti                           | Iscritti                           | Iscritti                           | 5 829                     | 100,00                    |
| ↳ Votanti (% su iscritti)          | ↳ Votanti (% su iscritti)          | ↳ Votanti (% su iscritti)          | 5 140                     | 88,18                     |
| ↳ Voti validi (% su votanti)       | ↳ Voti validi (% su votanti)       | ↳ Voti validi (% su votanti)       | 4 252                     | 82,72                     |
| ↳ Schede non valide (% su votanti) | ↳ Schede non valide (% su votanti) | ↳ Schede non valide (% su votanti) | 888                       | 17,28                     |
| ↳ Astenuti (% su iscritti)         | ↳ Astenuti (% su iscritti)         | ↳ Astenuti (% su iscritti)         | 689                       | 11,82                     |

Fu annullata l'elezione il 15 maggio 1893 per evidenti brogli e irregolarità commessi nella votazione e nella formazione delle liste elettorali. Inoltre  fu deliberato l'invio degli atti all'autorità giudiziaria e fu indetta un'elezione suppletiva per il 4 giugno 1893.
| Partito                            | Partito                            | Candidato                          | Risultati 4 giugno 1893 | Risultati 4 giugno 1893 |
| Partito                            | Partito                            | Candidato                          | Voti                    | %                       |
| ---------------------------------- | ---------------------------------- | ---------------------------------- | ----------------------- | ----------------------- |
|                                    | —                                  | Vincenzo Trigona di Canicarao      | 2 886                   | 59,02                   |
|                                    | —                                  | Gaetano D'Agata                    | 2 004                   | 40,98                   |
|                                    |                                    |                                    |                         |                         |
| Iscritti                           | Iscritti                           | Iscritti                           | 5 830                   | 100,00                  |
| ↳ Votanti (% su iscritti)          | ↳ Votanti (% su iscritti)          | ↳ Votanti (% su iscritti)          | 4 893                   | 83,93                   |
| ↳ Voti validi (% su votanti)       | ↳ Voti validi (% su votanti)       | ↳ Voti validi (% su votanti)       | 4 890                   | 99,94                   |
| ↳ Schede non valide (% su votanti) | ↳ Schede non valide (% su votanti) | ↳ Schede non valide (% su votanti) | 3                       | 0,06                    |
| ↳ Astenuti (% su iscritti)         | ↳ Astenuti (% su iscritti)         | ↳ Astenuti (% su iscritti)         | 937                     | 16,07                   |

L'elezione non fu riferita alla Camera per l'avvenuto scioglimento della stessa

### XIX legislatura
Le votazioni si svolsero in 508 collegi uninominali a doppio turno con la normativa del 1892 (al primo turno un numero di voti maggiore di un sesto degli iscritti al voto).
| Partito                            | Partito                            | Candidato                          | Risultati 26 maggio 1895 | Risultati 26 maggio 1895 |
| Partito                            | Partito                            | Candidato                          | Voti                     | %                        |
| ---------------------------------- | ---------------------------------- | ---------------------------------- | ------------------------ | ------------------------ |
|                                    | —                                  | Pietro Bruno                       | 865                      | 56,50                    |
|                                    | —                                  | Angelo Muratori                    | 613                      | 40,04                    |
|                                    | —                                  | Giuseppe De Felice Giuffrida       | 53                       | 3,46                     |
|                                    |                                    |                                    |                          |                          |
| Iscritti                           | Iscritti                           | Iscritti                           | 2 045                    | 100,00                   |
| ↳ Votanti (% su iscritti)          | ↳ Votanti (% su iscritti)          | ↳ Votanti (% su iscritti)          | 1 558                    | 76,19                    |
| ↳ Voti validi (% su votanti)       | ↳ Voti validi (% su votanti)       | ↳ Voti validi (% su votanti)       | 1 531                    | 98,27                    |
| ↳ Schede non valide (% su votanti) | ↳ Schede non valide (% su votanti) | ↳ Schede non valide (% su votanti) | 27                       | 1,73                     |
| ↳ Astenuti (% su iscritti)         | ↳ Astenuti (% su iscritti)         | ↳ Astenuti (% su iscritti)         | 487                      | 23,81                    |

### XX legislatura
Le votazioni si svolsero in 508 collegi uninominali a doppio turno con la normativa del 1892 (al primo turno un numero di voti maggiore di un sesto degli iscritti al voto).
| Partito                            | Partito                            | Candidato                          | Risultati 21 marzo 1897 | Risultati 21 marzo 1897 |
| Partito                            | Partito                            | Candidato                          | Voti                    | %                       |
| ---------------------------------- | ---------------------------------- | ---------------------------------- | ----------------------- | ----------------------- |
|                                    | —                                  | Carlo Di Rudinì                    | 1 249                   | 69,50                   |
|                                    | —                                  | Matteo Di Lorenzo                  | 548                     | 30,50                   |
|                                    |                                    |                                    |                         |                         |
| Iscritti                           | Iscritti                           | Iscritti                           | 2 264                   | 100,00                  |
| ↳ Votanti (% su iscritti)          | ↳ Votanti (% su iscritti)          | ↳ Votanti (% su iscritti)          | 1 804                   | 79,68                   |
| ↳ Voti validi (% su votanti)       | ↳ Voti validi (% su votanti)       | ↳ Voti validi (% su votanti)       | 1 797                   | 99,61                   |
| ↳ Schede non valide (% su votanti) | ↳ Schede non valide (% su votanti) | ↳ Schede non valide (% su votanti) | 7                       | 0,39                    |
| ↳ Astenuti (% su iscritti)         | ↳ Astenuti (% su iscritti)         | ↳ Astenuti (% su iscritti)         | 460                     | 20,32                   |

In seguito all'annullamento dell'elezione dell'onorevole Di Rudini fu indetta un'elezione suppletiva per il 6 giugno 1897
| Partito                            | Partito                            | Candidato                          | Risultati 6 giugno 1897 | Risultati 6 giugno 1897 |
| Partito                            | Partito                            | Candidato                          | Voti                    | %                       |
| ---------------------------------- | ---------------------------------- | ---------------------------------- | ----------------------- | ----------------------- |
|                                    | —                                  | Carlo Di Rudinì                    | 1 575                   | 100,00                  |
|                                    |                                    |                                    |                         |                         |
| Iscritti                           | Iscritti                           | Iscritti                           | 2 592                   | 100,00                  |
| ↳ Votanti (% su iscritti)          | ↳ Votanti (% su iscritti)          | ↳ Votanti (% su iscritti)          | 1 584                   | 61,11                   |
| ↳ Voti validi (% su votanti)       | ↳ Voti validi (% su votanti)       | ↳ Voti validi (% su votanti)       | 1 575                   | 99,43                   |
| ↳ Schede non valide (% su votanti) | ↳ Schede non valide (% su votanti) | ↳ Schede non valide (% su votanti) | 9                       | 0,57                    |
| ↳ Astenuti (% su iscritti)         | ↳ Astenuti (% su iscritti)         | ↳ Astenuti (% su iscritti)         | 1 008                   | 38,89                   |

In seguito all'annullamento dell'elezione dell'onorevole Di Rudini fu indetta un'elezione suppletiva per l'8 agosto 1897
| Partito                            | Partito                            | Candidato                          | Risultati 8 agosto 1897 | Risultati 8 agosto 1897 |
| Partito                            | Partito                            | Candidato                          | Voti                    | %                       |
| ---------------------------------- | ---------------------------------- | ---------------------------------- | ----------------------- | ----------------------- |
|                                    | —                                  | Carlo Di Rudinì                    | 1 803                   | 100,00                  |
|                                    |                                    |                                    |                         |                         |
| Iscritti                           | Iscritti                           | Iscritti                           | 2 613                   | 100,00                  |
| ↳ Votanti (% su iscritti)          | ↳ Votanti (% su iscritti)          | ↳ Votanti (% su iscritti)          | 1 807                   | 69,15                   |
| ↳ Voti validi (% su votanti)       | ↳ Voti validi (% su votanti)       | ↳ Voti validi (% su votanti)       | 1 803                   | 99,78                   |
| ↳ Schede non valide (% su votanti) | ↳ Schede non valide (% su votanti) | ↳ Schede non valide (% su votanti) | 4                       | 0,22                    |
| ↳ Astenuti (% su iscritti)         | ↳ Astenuti (% su iscritti)         | ↳ Astenuti (% su iscritti)         | 806                     | 30,85                   |

In seguito all'annullamento dell'elezione dell'onorevole Di Rudini fu indetta un'elezione suppletiva per il 26 dicembre1897
| Partito                            | Partito                            | Candidato                          | Risultati 26 dicembre 1897 | Risultati 26 dicembre 1897 |
| Partito                            | Partito                            | Candidato                          | Voti                       | %                          |
| ---------------------------------- | ---------------------------------- | ---------------------------------- | -------------------------- | -------------------------- |
|                                    | —                                  | Carlo Di Rudinì                    | 2 132                      | 100,00                     |
|                                    |                                    |                                    |                            |                            |
| Iscritti                           | Iscritti                           | Iscritti                           | 2 603                      | 100,00                     |
| ↳ Votanti (% su iscritti)          | ↳ Votanti (% su iscritti)          | ↳ Votanti (% su iscritti)          | 2 142                      | 82,29                      |
| ↳ Voti validi (% su votanti)       | ↳ Voti validi (% su votanti)       | ↳ Voti validi (% su votanti)       | 2 132                      | 99,53                      |
| ↳ Schede non valide (% su votanti) | ↳ Schede non valide (% su votanti) | ↳ Schede non valide (% su votanti) | 10                         | 0,47                       |
| ↳ Astenuti (% su iscritti)         | ↳ Astenuti (% su iscritti)         | ↳ Astenuti (% su iscritti)         | 461                        | 17,71                      |

### XXI legislatura
Le votazioni si svolsero in 508 collegi uninominali a doppio turno con la normativa del 1892 (al primo turno un numero di voti maggiore di un sesto degli iscritti al voto).

### XXII legislatura
Le votazioni si svolsero in 508 collegi uninominali a doppio turno con la normativa del 1892 (al primo turno un numero di voti maggiore di un sesto degli iscritti al voto).

### XXIII legislatura
Le votazioni si svolsero in 508 collegi uninominali a doppio turno con la normativa del 1892 (al primo turno un numero di voti maggiore di un sesto degli iscritti al voto).

### XXIV legislatura
Le votazioni si svolsero negli stessi 508 collegi uninominali già esistenti ma, come previsto dal regio decreto del 26 giugno 1913, era eletto al primo turno il candidato che «ha ottenuto un numero di voti maggiore del decimo del numero totale degli elettori del collegio e più della metà dei suffragi dati dai votanti» escludendo le schede nulle (art. 91). Se nessun candidato era eletto, al ballottaggio tra i due candidati con più voti (art. 92) era eletto chi otteneva il maggior numero di voti oppure, in caso di ugual numero di voti, il maggiore d'età (art. 93).